# Sam Bowers
Samuel Holloway Bowers (Nueva Orleans, Luisiana, 25 de agosto de 1924 - Mississippi State Penitentiary, Condado de Sunflower, Misisipi, 5 de noviembre del 2006) fue el fundador y líder (Mago Imperial) de Los Caballeros Blancos del Klu Klux Klan de Misisipi en 1963, que cometieron muchos crímenes, atentados y asesinatos en nombre de la supremacía blanca contra la población afroamericana, judía y contra activistas cívicos durante la lucha por los derechos civiles en esa época en el sur de los Estados Unidos.

## Bíografía
Los padres de Sam Bowers fueron Sam Bowers Sr. y Evangeline Patton Riggs. Después de mudarse varias veces, ellos se asentaron finalmente en Jackson, Misisipi. Allí, durante su juventud, Sam Bowers estudió en una escuela. Después de haber servido en la Segunda Guerra Mundial en la Marina Bowers se asentó en Laurel, Misisipi y se convirtió en empresario, que dirigía un negocio de máquinas de discos y expendedoras. Era conocido por su creencia en la supremacía blanca, sus opiniones en contra de la Corte Suprema de los Estados Unidos y su pasión por las armas y los explosivos.
Bowers estableció los Caballeros Blancos del Klu Klux Klan en el otoño de 1963, el grupo más militante del Ku Klux Klan. Se lo ha descrito como típico de los hombres semi-alfabetizados y semi-literarios, que ocuparon posiciones de liderazgo dentro del Klan. Esa organización tuvo hasta 10.000 miembros en 1964. También fue Bowers quien, en mayo de 1964, autorizó la "eliminación" de Michael Schwerner James Chaney y Andrew Goodman en un restaurante en Laurel. Los asesinatos tenían la intención de enviar un mensaje a los trabajadores de derechos civiles del norte para que se mantuvieran fuera de Misisipi.
La evidencia en el juicio federal de Mississippi Burning indicó que Bowers jugó un papel principal en la planificación de los asesinatos. Delmar Dennis declaró que Bowers había supervisado toda la operación. Se citó a Bowers después de los asesinatos que "fue la primera vez que los cristianos habían planeado y llevado a cabo la ejecución de un judío". Bowers fue declarado culpable de violación de derechos civiles y condenado a 10 años de prisión. En 1970 ingresó en prisión para cumplir la sentencia. Cumplió seis años de esa sentencia en el estado de Washington antes de ser liberado. Su encarcelamiento debilitó la organización que él fundó. Después de su liberación reanudó su gestión de empresario en Laurel.
Bowers también fue acusado de ordenar el asesinato en 1966 del activista de los derechos civiles Vernon Dahmer, Dahmer se había ganado la enemistad del Klan al permitir que su tienda fuera utilizada por los afroamericanos para pagar los impuestos necesarios para registrarse para votar. Dahmer fue asesinado el 10 de enero de 1966 con una bomba incendiaria de su casa en Hattiesburg, Misisipi. Después de que cuatro juicios anteriores hubieran terminado en callejones sin salida, Bowers fue finalmente declarado culpabe el 21 de agosto de 1998, más de treinta y dos años después del asesinato y recibió cadena perpetua por el crimen. Eso fue posible, porque, al contrario de los otros juicios, el jurado que lo condenó no estaba compuesto exclusivamente por blancos sino también por otros grupos. Samuel Holloway Bowers murió 8 años más tarde en prisión por infarto de miocardio. No mostró arrepentimiento por sus acciones.

## Cultura popular
El personaje Clayton Townley en Arde Mississippi (1988) está parcialmente basado en Bowers y en Edgar Ray Killen, otro alto miembro del Ku Klux Klan que planificó y ejecutó los asesinatos.